# Reichsfilmintendant
Der Reichsfilmintendant war im nationalsozialistischen Deutschland der künstlerische Leiter der nationalen Filmwirtschaft. Nach dem Reichsminister für Volksaufklärung und Propaganda, Joseph Goebbels, war der Reichsfilmintendant der höchste Filmverantwortliche des Landes.
Goebbels schuf die Position 1942, nachdem die gesamte Filmproduktion im neugeschaffenen Ufa-Konzern zusammengefasst worden war. Besetzt wurde sie zunächst mit Fritz Hippler, den 1944 Hans Hinkel ablöste.
Die Verantwortung des Reichsfilmintendanten umfasste die allgemeine Produktionsplanung, die künstlerische und geistige Gesamthaltung der Produktion, die Überwachung des künstlerischen Personaleinsatzes sowie die Überwachung der Nachwuchsauslese und -erziehung. Die Ausführung seiner Weisungen war Sache der Produktionschefs der einzelnen Zweigbetriebe der Ufa.